# Jaguar D-Type
Jaguar D-Type - спортивний гоночний автомобіль, який виготовлявся компанією Jaguar в період між 1954 і 1957 роком.

## Опис

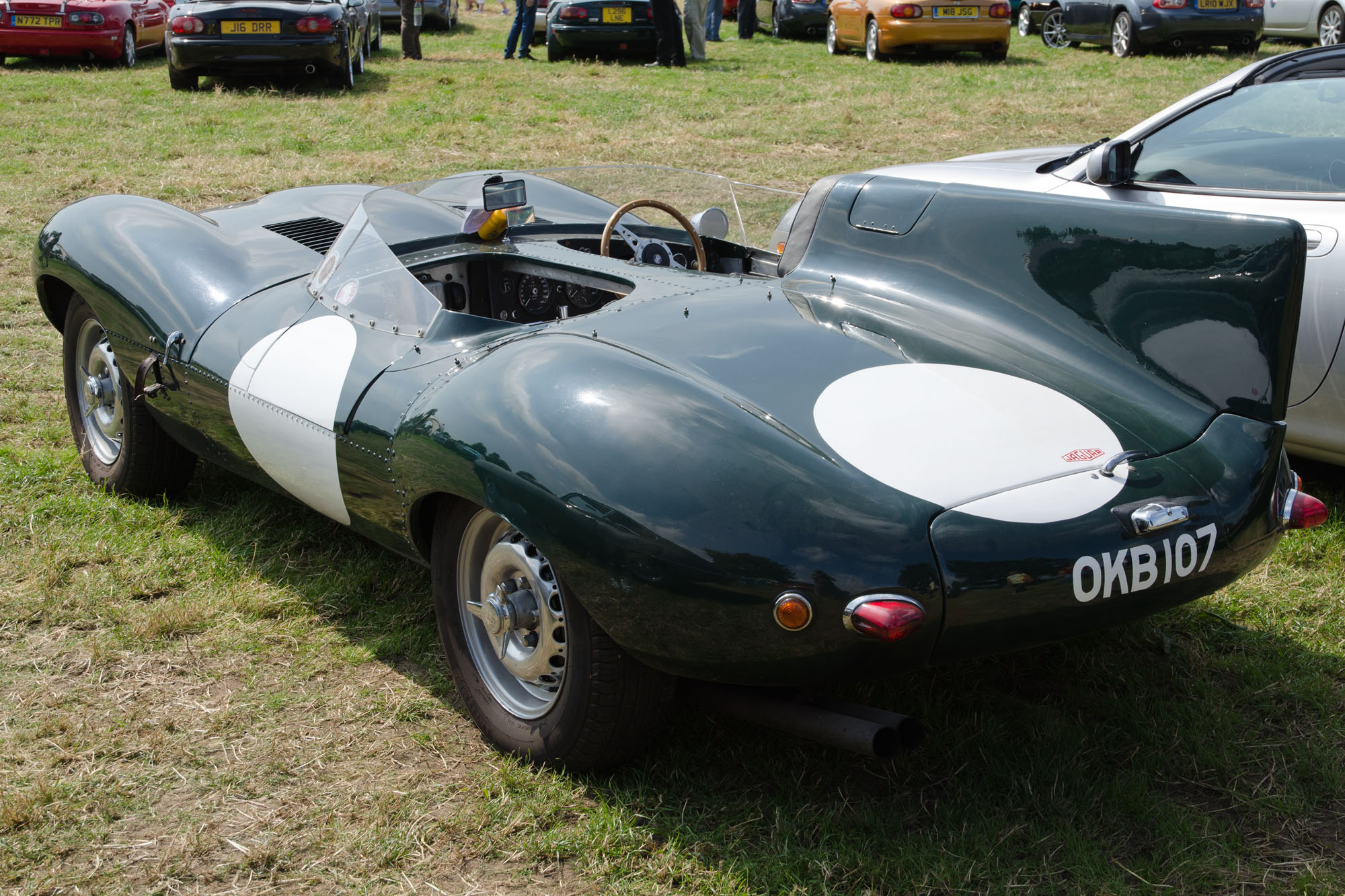

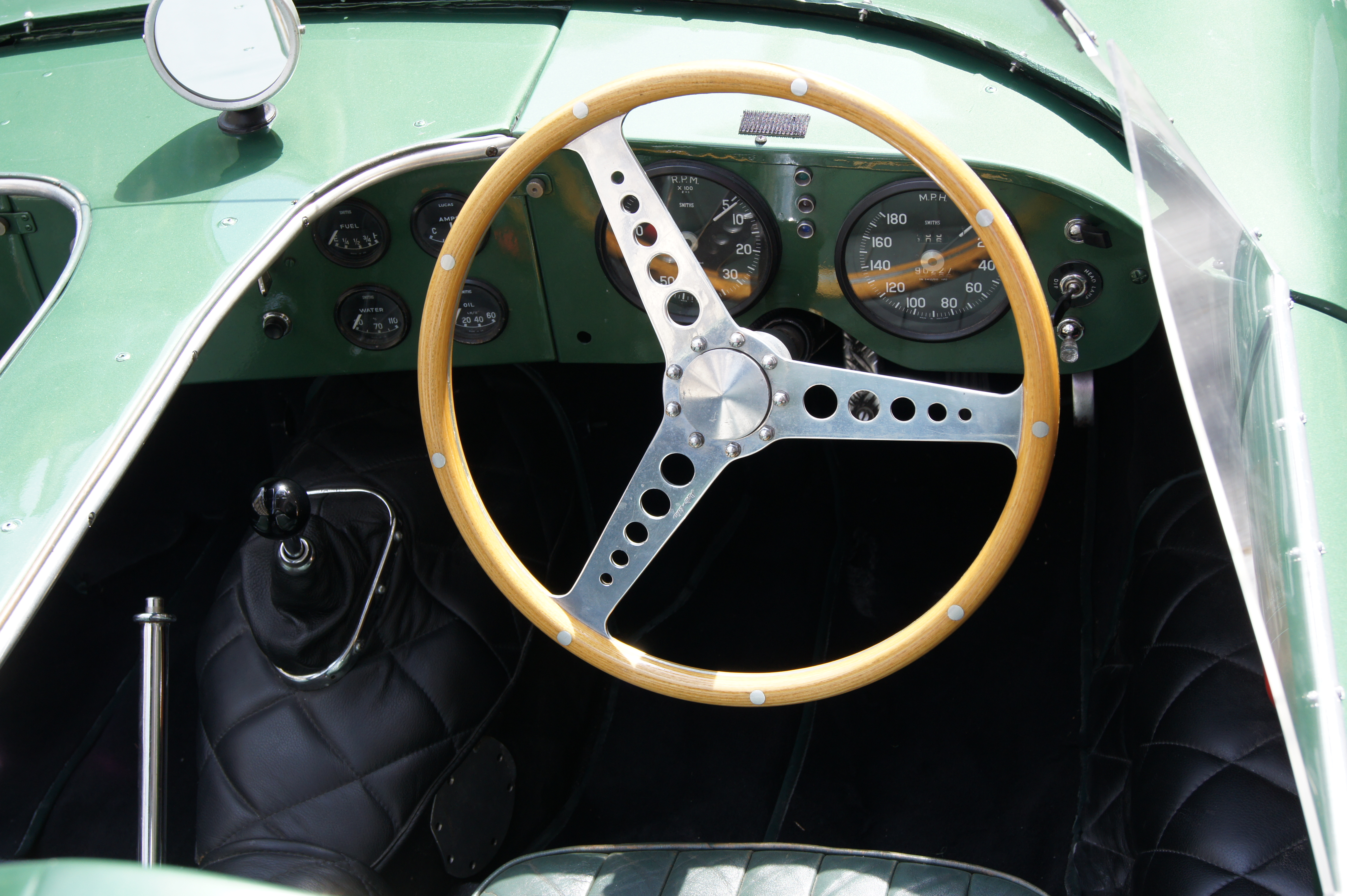

Створений спеціально для перемоги у 24-годинній гонці в Ле-Мані, обтічний D-Type був виготовлений компанією Jaguar Cars Ltd між 1954 і 1957 роками. Однак, поділяючи рядний двигун XK6 та багато механічних компонентів, його конструкція від попереднього C-type кардинально відрізняється. Інноваційна монококова конструкція та аеродинамічна ефективність інтегрували авіаційні технології в спортивний гоночний автомобіль, деякі приклади, включаючи відомий вертикальний стабілізатор.
Об'єм двигуна починався з 3,4 літра, був збільшений до 3,8 л в 1957 році і зменшений до 3,0 л в 1958 році, коли в Ле Ман введені в дію правила обмеження двигунів для спортивних гоночних автомобілів до цього максимуму. D-Type виграв Ле-Мана в 1955, 1956 та 1957 роках. Після того як Jaguar тимчасово відмовився від перегонів як фабрична команда, компанія запропонувала покупцям XKSS, додаткове дорожнє обладнання зробило їх придатними для використання в гонках в Америці. У 1957 році 25 цих автомобілів перебувало на різних стадіях добудови, коли заводський вогонь знищив дев'ять із них.
В загальний обсяг виробництва входить 18 заводських команд D-типів, 53 автомобілі замовника та 16 версій XKSS.

## Двигуни
- 3.4 L (3442 см3) XK I6 DOHC 24v 35° 270 к.с. при 5750 об/хв (1954)
- 3.8 L (3781 см3) XK I6 DOHC 24v 40° 300 к.с. при 5500 об/хв (1957)
- 3.0 L (2997 см3) XK I6 DOHC 24v 40° 260 к.с. при - об/хв (1958)